# Hétérofullerène
Un hétérofullerène est un fullerène dont au moins l'un des atomes de carbone a été remplacé par un autre élément,. Du bore (borafullerènes),, de l'azote (azafullerènes),, de l'oxygène, de l'arsenic, du germanium, du phosphore, du silicium,, du fer, du cuivre, du nickel, du rhodium, et de l'iridium ont été utilisés comme éléments de substitution pour former des hétérofullerènes.